# San Marino
San Marino (pronunție italiană: [san .maˈriːno]), oficial Republica San Marino (în italiană Repubblica di San Marino), cunoscută și ca Serenissima Republică San Marino (în italiană Serenissima Repubblica di San Marino), este un microstat-enclavă înconjurat de Italia, situat pe Peninsula Italică pe versantul de nord-est al Munților Apenini. Teritoriul are o întindere  de puțin peste 61 km², cu o populație de 33.562 de locuitori. Capitala țării este orașul San Marino. Localitatea cu cei mai mulți locuitori este Dogana. San Marino are cea mai mică populație din toți membrii Consiliului Europei. Faptul că limba oficială este italiana, împreună cu puternicele legături financiare și etno-culturale, face ca San Marino să mențină legături strânse cu vecinul mult mai mare; este situat în apropiere de riviera din Rimini, una din principalele zone turistice litorale italiene.
Țara își trage numele de la Sfântul Marin, un pietrar⁠(d) originar de pe insula Arba din provincia romană Dalmația (în prezent insula Rab din Croația). Conform legendei, în anul 257 d.Cr., Marin a participat la reconstrucția zidurilor orașului Rimini după distrugerea lor de pirații liburni. Marin a fondat apoi o comunitate monahală independentă pe Monte Titano în 301 d.Cr.; astfel, San Marino se revendică drept cel mai vechi stat suveran existent, precum și cea mai veche republică constituțională.
San Marino este guvernat prin Constituția Republicii San Marino⁠(d) (Leges Statutae Republicae Sancti Marini), o serie de șase cărți scrise în limba latină în secolul al XVI-lea, care dictează sistemul politic al țării, printre alte chestiuni. Acestea sunt considerate cele mai vechi documente scrise de reglementare, sau constituție, încă în vigoare.
Economia țării se bazează în principal pe finanțe, industrie, servicii și turism. Este printre cele mai bogate țări din lume în termeni de PIB (pe cap de locuitor), cu o cifră comparabilă cu cele ale celor mai dezvoltate regiuni europene. San Marino este considerată o economie extrem de stabila, cu una dintre cele mai scăzute rate ale șomajului din Europa, fără datorie națională și cu excedent bugetar, și are cea mai mare rată de proprietate auto, fiind singura țară cu mai multe vehicule decât oameni⁠(d).

## Istoria

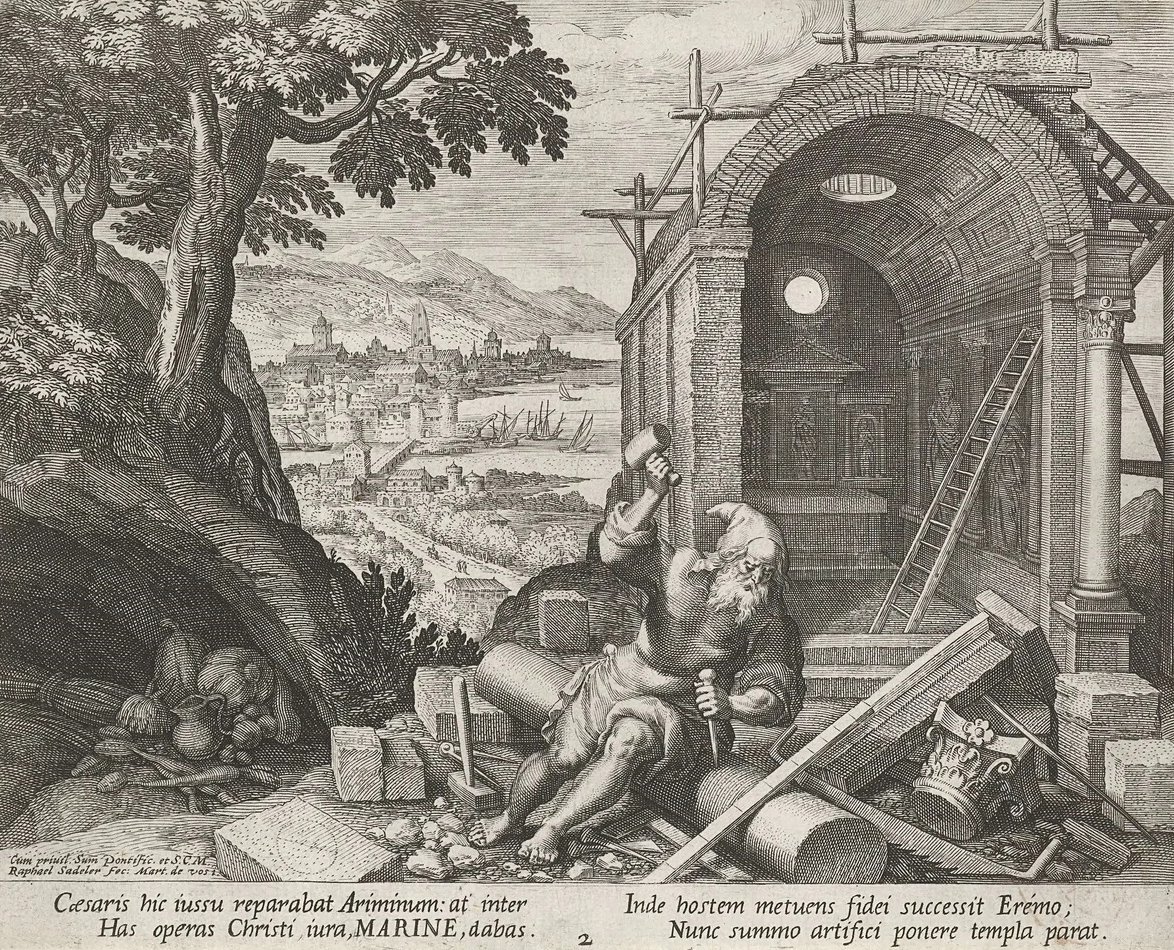
Ilustrație cu Sfântul Marin, fondatorul Republicii San Marino, și proeminentă figură culturală

Sfântul Marin a plecat de pe insula Arba (Rab din Croația de azi) cu prietenul lui de o viață, Leo, și s-a dus la Rimini să lucreze ca pietrar. După persecuția din timpul lui Dioclețian, de care a fost afectat din cauza predicilor sale creștine, s-a refugiat în apropiere de Monte Titano, unde a construit o mică biserică și, astfel, a fondat ceea ce este acum orașul și statul San Marino, de unde și numele, încă folosit uneori astăzi, de „Republica Titanică”.
Data oficială a constituirii actualei republici este 3 septembrie 301 d.Hr.. În 1320 comunitatea Chiesanuova a ales să se alăture țării. În 1463 San Marino s-a extins, cuprinzând și așezările Faetano, Fiorentino, Montegiardino, și Serravalle, după care granițele țării au rămas neschimbate. În 1631 independența i-a fost recunoscută de  Statele Papale.
Înaintarea armatei lui Napoleon în 1797 a prezentat pentru scurt timp o amenințare la adresa independenței San Marino-ului, dar țara a fost salvată de la a-și pierde libertatea, de unul dintre Regenți, Antonio Onofri⁠(d), care a reușit să câștige respectul și prietenia lui Napoleon. Datorită intervenției sale, Napoleon avea să promită, într-o scrisoare transmisă către Gaspard Monge, om de știință și comisar al guvernului francez pentru Știință și Artă, să garanteze și să protejeze independența Republicii, chiar oferind să-i extindă teritoriul după nevoi. Oferta a fost refuzată de Regenți, temându-se de viitoare represalii din cauza revanșismului altor state vecine.

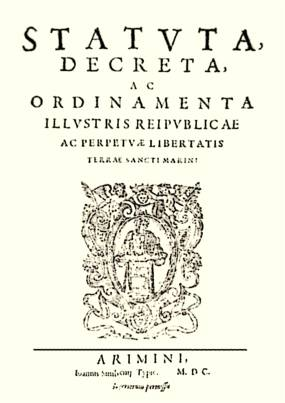
Constituția sau, mai precis, statutul Republicii San Marino, din 1600

În faza ulterioară a unificării Italiei în secolul al XIX-lea, San Marino a servit drept refugiu pentru mulți oameni persecutați pentru sprijinul adus unificării. În semn de recunoaștere a acestui sprijin, Giuseppe Garibaldi a acceptat dorința Republicii San Marino de a nu fi încorporată în noul stat italian.
Guvernul republicii San Marino l-a făcut pe președintele Statelor Unite ale Americii Abraham Lincoln cetățean de onoare. Ca răspuns, el a trimis o scrisoare în care afirma că republica demonstrează că „guvernul fondat pe principiile republicane poate fi astfel administrat încât să fie sigur și trainic.”
În timpul Primului Război Mondial, când Italia a declarat război Austro-Ungariei la 23 mai 1915, San Marino a rămas neutră și Italia a adoptat o atitudine ostilă față de neutralitatea sanmarineză, suspectând San Marino de adăpostirea unor spioni austrieci care ar putea avea acces la noua stație de radiotelegraf. Italia a încercat să impună cu forța prezența unui detașament de Carabinieri în republică și a tăiat linii telefonice ale republicii atunci când aceasta nu s-a conformat. Două grupuri de zece voluntari s-au alăturat forțelor italiene în luptele de pe front, primul în calitate de combatanți și cel de-al doilea drept corp medical ce opera un spital sub steagul Crucii Roșii. Existența acestui spital a făcut apoi ca Austro-Ungaria să suspende relațiile diplomatice cu San Marino.
Din 1923 până în 1943, San Marino a fost sub conducerea Partidul Fascist Sanmarinez⁠(d) (PFS).

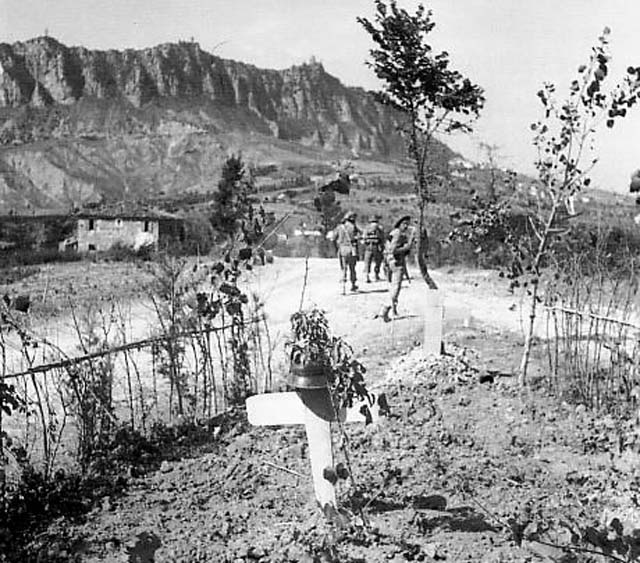
Trupe britanice la Monte Titano în timpul bătăliei de la San Marino, în septembrie 1944

În timpul celui de al Doilea Război Mondial, San Marino a rămas neutră, deși s-a raportat eronat într-un articol din New York Times că ar fi declarat război Regatului Unit la 17 septembrie 1940. Guvernul sanmarinez a transmis mai târziu un mesaj guvernului britanic prin care atesta că nu a declarat război Regatului Unit.
La trei zile după căderea lui Benito Mussolini în Italia, dominația PFS s-a prăbușit și noul guvern și-a declarat din nou neutralitatea în conflict. Fasciștii au recăpătat puterea pe 1 aprilie 1944, dar și ei au păstrat neutralitatea intactă. În ciuda acestui fapt, pe 26 iunie 1944, San Marino a fost bombardat de către Royal Air Force, în credința că San Marino fusese invadat de forțele germane și folosit pentru a acumula provizii și muniție. Guvernul sanmarinez a declarat în aceeași zi că nu există instalații sau echipamente militare pe teritoriul său, și că niciunei forțe beligerante nu i s-a permis să intre. San Marino a acceptat mii de refugiați civili atunci când forțele Aliate au trecut peste Linia Gotică⁠(d). În septembrie 1944, a fost ocupat pentru scurt timp de forțele germane, care au fost învinse de forțele aliate în bătălia de la San Marino⁠(d).
San Marino a avut primul guvern comunist ales democratic din lume – o coaliție între Partidul Comunist Sanmarinez⁠(d) și Partidul Socialist Sanmarinez⁠(d), care a guvernat între 1945 și 1957.
San Marino este cea mai mică republică din lume, deși atunci când Nauru și-a dobândit independența în 1968, a contestat această afirmație, suprafața sa continentală⁠(d) fiind de doar 21 km². Cu toate acestea, Nauru are jurisdicție peste apele din jurul său, care acoperă 431.000 km², o suprafață de mii de ori mai mare decât teritoriul total al statului San Marino.
San Marino a devenit membru al Consiliului Europei în 1988 și al Organizației Națiunilor Unite în 1992. Nu este membru nici al Uniunii Europene, nici al zonei Euro, deși folosește euro ca monedă.

## Geografie

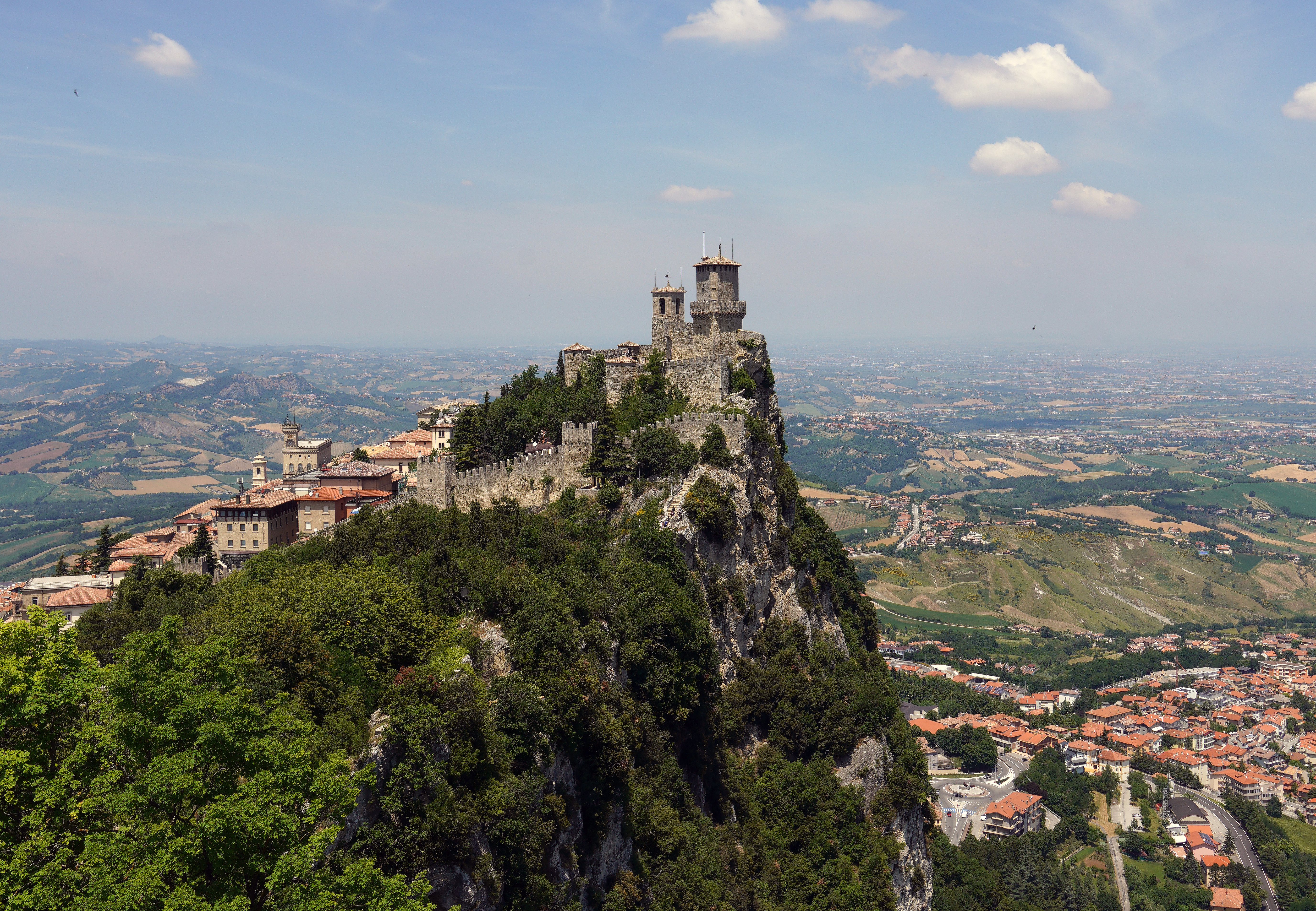
Cetatea ' de pe Muntele Titano

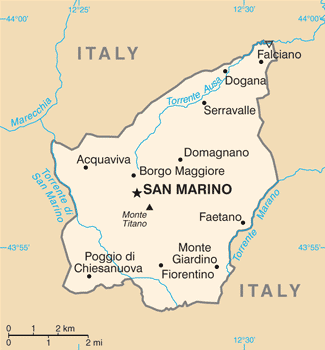
Harta Republicii San Marino

San Marino este o enclavă (fără ieșire la mare), înconjurată de Italia în Europa de Sud, la granița dintre regiunile Emilia Romagna și Marche și la aproximativ 10 km de coasta Adriaticii, la Rimini. Relieful său deluros, fără teren plat, face parte din lanțul Munților Apenini. Cel mai înalt punct al țării, vârful Monte Titano, are 749 m deasupra nivelului mării. Nu există întinderi de apă de dimensiuni semnificative. San Marino este a treia cea mai mică țară din Europa, doar Vatican și Monaco fiind mai mici. Este, de asemenea, a cincea cea mai mică țară din lume.

### Clima
Clima este subtropical umed cu influențe continentale, având veri calde și ierni răcoroase, tipice pentru zonele interioare centrale ale peninsulei Italice.
| Date climatice pentru San Marino | Date climatice pentru San Marino | Date climatice pentru San Marino | Date climatice pentru San Marino | Date climatice pentru San Marino | Date climatice pentru San Marino | Date climatice pentru San Marino | Date climatice pentru San Marino | Date climatice pentru San Marino | Date climatice pentru San Marino | Date climatice pentru San Marino | Date climatice pentru San Marino | Date climatice pentru San Marino | Date climatice pentru San Marino |
| Luna                             | Ian                              | Feb                              | Mar                              | Apr                              | Mai                              | Iun                              | Iul                              | Aug                              | Sep                              | Oct                              | Nov                              | Dec                              | Anual                            |
| -------------------------------- | -------------------------------- | -------------------------------- | -------------------------------- | -------------------------------- | -------------------------------- | -------------------------------- | -------------------------------- | -------------------------------- | -------------------------------- | -------------------------------- | -------------------------------- | -------------------------------- | -------------------------------- |
| Maxima medie °C                  | 7                                | 9                                | 14                               | 17                               | 23                               | 28                               | 30                               | 30                               | 25                               | 20                               | 13                               | 8                                | 19                               |
| Media diurnă °C                  | 4                                | 5.5                              | 10                               | 13                               | 18.5                             | 23                               | 25                               | 25                               | 20.5                             | 16                               | 10                               | 5.5                              | 14.7                             |
| Minima medie °C                  | 1                                | 2                                | 6                                | 9                                | 14                               | 18                               | 20                               | 20                               | 16                               | 12                               | 7                                | 3                                | 11                               |
| Media precipitațiilor mm         | 34.0                             | 37.6                             | 34.2                             | 51.5                             | 41.6                             | 36.0                             | 34.5                             | 49.2                             | 85.6                             | 69.8                             | 59.2                             | 75.4                             | 608.6                            |
| Sursa: World Weather Online      |                                  |                                  |                                  |                                  |                                  |                                  |                                  |                                  |                                  |                                  |                                  |                                  |                                  |

## Guvernarea

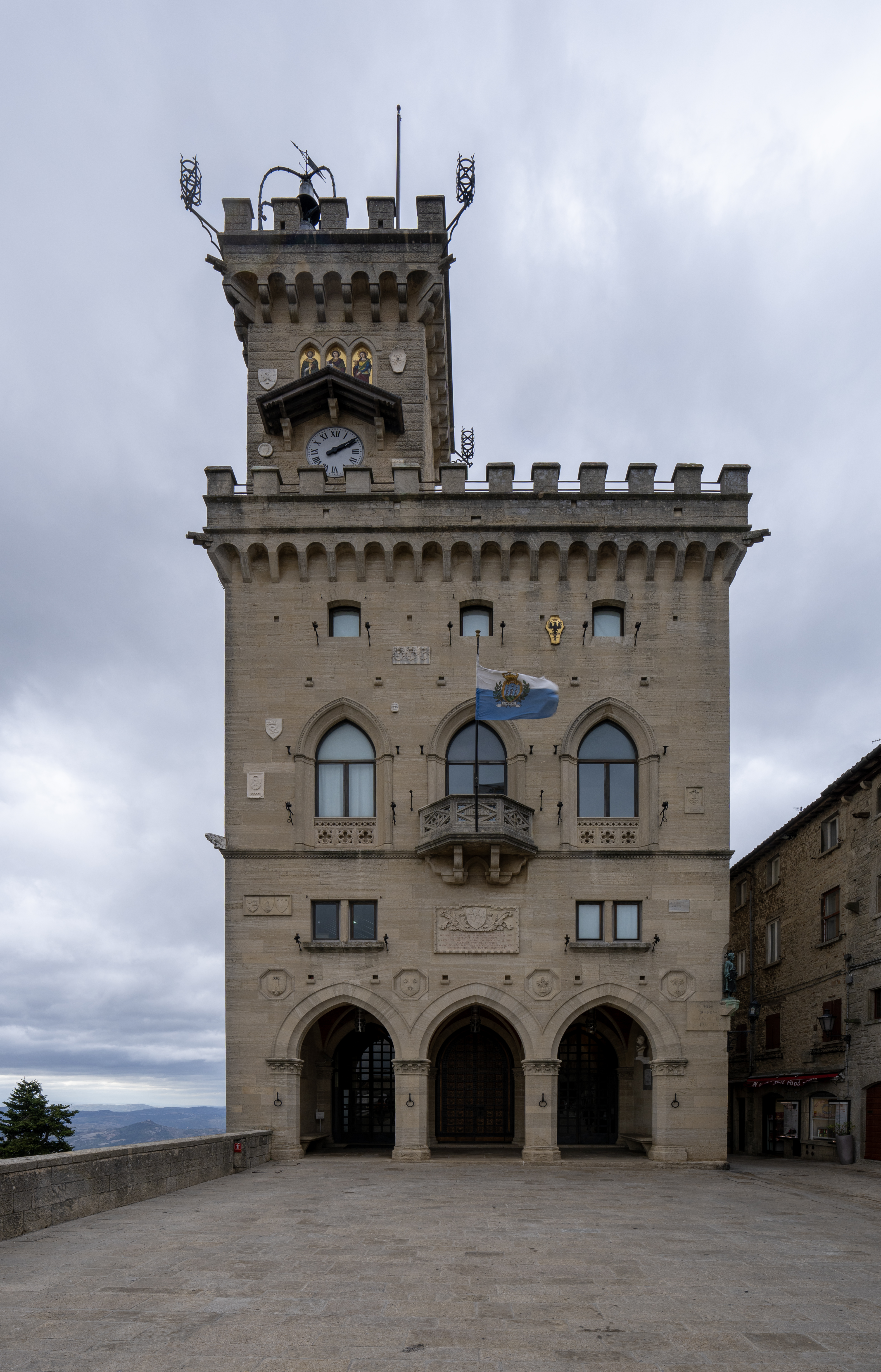
, sediul guvernului Republicii San Marino

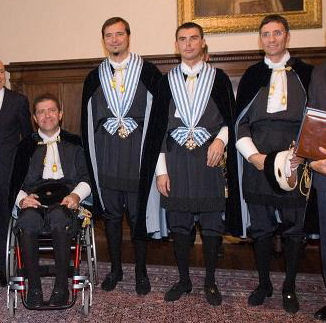
Patru foști căpitani regenți; de la stânga la dreapta:,, și.

San Marino are cadrul politic al unei republici parlamentare reprezentative democratice: căpitanii regenți⁠(d) sunt atât șefi de stat cât și șefi de guvern, și există un sistem multi-partid pluriform⁠(d). Puterea executivă este exercitată de guvern. Puterea legislativă o are atât guvernul, cât și pe Consiliul Mare și General⁠(d). Justiția este independentă de executiv și legislativ.
San Marino a fost la început condusă de Arengo⁠(d), o adunare inițial formată din conducătorii fiecărei familii. În secolul al XIII-lea, puterea a fost dată  Consiliului Mare și General. În 1243, primii doi căpitani regenți au fost nominalizați de Consiliu. Actualmente, această metodă de numire este încă în uz. 
Legislativul republicii este Consiliul Mare și General (Consiglio grande e generale). Consiliul este un parlament legislativ unicameral cu 60 de membri. Există alegeri la fiecare cinci ani prin reprezentare proporțională în toate cele nouă districte administrative. Aceste districte (orașe) corespund vechilor parohii ale republicii. 
Cetățenii cu vârsta de 18 ani sau mai mare au drept de vot. Pe lângă legislația generală, Consiliul Mare și General aprobă bugetul și alege căpitanii regenți, Congresul de Stat (compus din zece secretari cu putere executivă), Consiliul celor Doisprezece (care formează ramura judiciară pe durata legislaturii Consiliului), comisiile consultative și sindicatele guvernamentale. Consiliul are și puterea de a ratifica tratatele cu alte țări. Consiliul este împărțit în cinci Comisii consultative diferite, formate din câte cincisprezece consilieri care examinează, propun și discută punerea în aplicare a noilor legi care sunt pe cale să fie prezentate în plenul consiliului. 
La fiecare șase luni, consiliul alege doi căpitani regenți ca șefi de stat.  Regenții sunt aleși dintre partide opuse, astfel încât să existe un echilibru de putere.  Ei au un mandat de șase luni.  Inaugurarea căpitanului regent are loc pe 1 aprilie și 1 octombrie în fiecare an. După terminarea acestui mandat, cetățenii au trei zile în care să depună plângeri despre activitățile căpitanilor.  În cazul în care o justifică, pot fi inițiate proceduri judiciare împotriva foștilor șefi de stat. 
Practica de a avea doi șefi de stat, cum erau consulii romani, aleși în alegeri frecvente, este derivată direct din obiceiurile Republicii Romane.  Consiliul este echivalent cu Senatul Roman; iar căpitanii regenți, cu consulii din Roma antică. Se crede că locuitorii din zonă s-au adunat împreună, în timp ce statul roman era în disoluție pentru a forma un guvern rudimentar pentru a se proteja de dominația străină. 
San Marino este o republică democratică multi-partid. O lege nouă privind alegerile din 2008 a ridicat pragul electoral de accedere în legislativ, făcând ca partidele politice să se organizeze în două alianțe: Pactul pentru San Marino⁠(d), de dreapta, condus de Partidul Creștin Democrat din⁠(d) San Marino; și Reforme și Libertate⁠(d), de stânga, condus de Partidul Socialiștilor și Democraților⁠(d), o fuziune între Partidul Socialist din San Marino⁠(d) și fostul Partid al Democraților⁠(d), de orientare comunistă. Alegerile generale din 2008⁠(d) au fost câștigate de Pactul pentru San Marino cu 35 de locuri în cadrul Consiliului general, 25 de locuri revenind grupării Reformă și Libertate. 
La 1 octombrie 2007, Mirko Tomassoni⁠(d) a fost ales șef de stat, el devenind prima persoană cu dizabilități care aleasă căpitan-regent⁠(d). 
San Marino a avut mai multe femei șef de stat⁠(d) decât orice altă țară: 15 în octombrie 2014, dintre care trei au servit de două ori.  

### Împărțire administrativă

#### Comunele

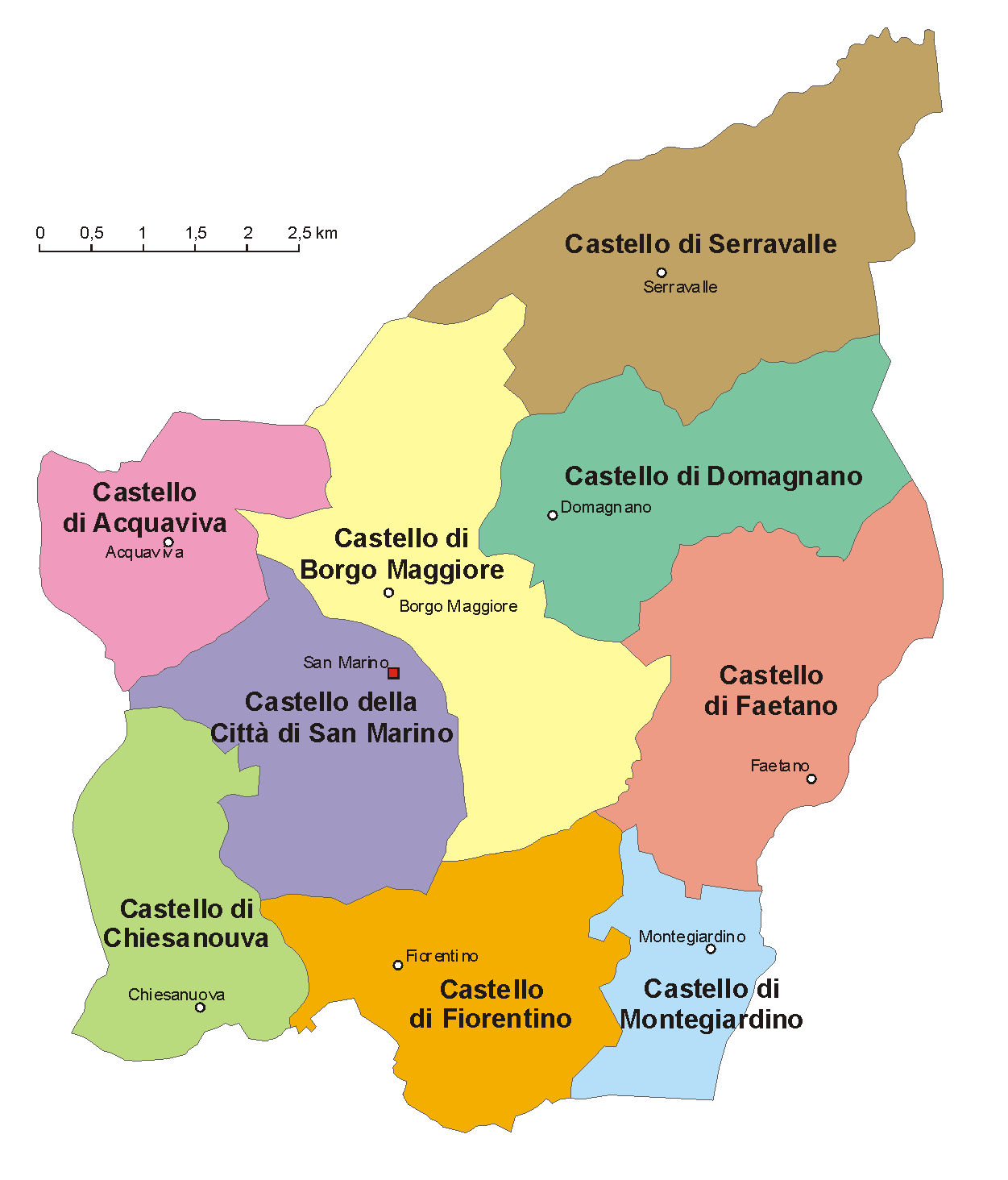
Diviziunile administrative din San Marino

San Marino este împărțit în următoarele nouă comune, cunoscute la nivel local drept castelli („castele”): 
- San Marino (orașul San Marino, oficial Città di San Marino) este capitala.

Există alte opt comune minore 
- Acquaviva
- Borgo Maggiore
- Chiesanuova
- Domagnano
- Faetano
- Fiorentino
- Montegiardino
- Serravalle

Cea mai mare așezare din Republică este Dogana, care nu este un castello autonom, ci o localitate componentă a castelului Serravalle. 
Similar unei comune italiene, fiecare castello  include o așezare principală, numită capoluogo, care este reședința castelului, și unele localități și mai mici, cunoscute sub numele de frazioni. 

#### Curații
Republica este alcătuită din 43 de parohii numite curații (curazie):  Cà Berlone, Cà Chiavello, Cà Giannino, Cà Melone, Cà Ragni, Cà Rigo, Cailungo, Caladino, Calligaria, Canepa, Capanne, Casole, Castellaro, Cerbaiola, Cinque Vie, Confine, Corianino, Crociale, Dogana, Falciano, Fiorina, Galavotto, Gualdicciolo, La Serra, Lesignano, Molarini, Montalbo, Monte pulito, Murata, Pianacci, Piandivello, Poggio Casalino, Poggio Chiesanuova, Ponte Mellini, Rovereta, San Giovanni Sotto le Penne, Mos Mustiola, Spaccio Giannoni, Teglio, Torraccia, Valdragone, Valgiurata și Ventoso. 

### Armata
Forțele militare ale Republicii San Marino sunt printre cele mai mici din lume.  Apărarea națională este, prin acord, responsabilitatea forțelor armate ale Italiei. Ramurile diferite au funcții variate, printre care: îndeplinirea sarcinilor ceremoniale; patrularea frontierelor; paza clădirilor guvernamentale; și asistarea poliției în cazurile penale majore. Poliția⁠(d) nu este inclusă în armată. 

#### Corpul Arbaletierilor
Odinioară inima armatei sanmarineze, Corpul Arbaletierilor este acum o forță ceremonială de aproximativ 80 de voluntari. Din anul 1295, Corpul Arbaletierilor a oferit demonstrații de tras cu arbaleta la festivaluri.  Designul uniformei lor este de inspirație medievală. Deși încă este o unitate militară prin lege, Corpul Arbaletierilor nu are astăzi nicio funcție militară. 

#### Garda Stâncii

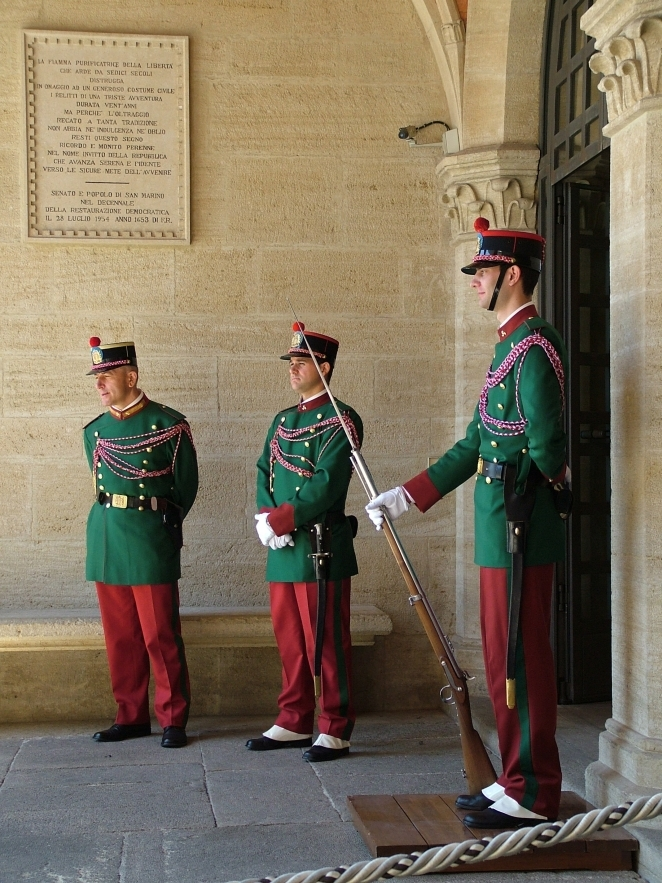
Gărzile Stâncii

Garda Stâncii este o unitate militară de primă linie în forțele armate din San Marino, unitate de grăniceri, cu responsabilitatea de a patrula frontierele și de a le apăra. În rolul lor de gardieni ai cetății, ei sunt responsabili cu paza la Palazzo Pubblico din orașul San Marino, sediul guvernului național. 
În acest rol, ele sunt forțele cele mai vizibile pentru turiști și sunt cunoscute pentru pitoreasca ceremonie de schimbare a gărzii.  În conformitate cu statutul din 1987, membrii Gărzii Stâncii sunt toți înscriși ca „ofițeri de poliție criminală” (în plus față de rolul lor militar) și ajută poliția în investigarea crimelor majore. Uniforma Gărzii Stâncii este colorată distinctiv în roșu și verde. 

#### Garda Consiliului Mare și General
Garda Consiliului Mare și General, cunoscută în general sub denumirea de Garda Consiliului, sau la nivel local ca „Garda Nobililor”, formată în 1740, este o unitate de voluntari cu sarcini ceremoniale.  Datorită uniformelor lor albastre, albe și aurii, este probabil cea mai cunoscută parte a armatei sanmarineze și apare pe nenumărate vederi poștale ale republicii. Funcțiile Gărzii Consiliului sunt de a proteja căpitanii-regenți⁠(d) și de a apăra Consiliul Mare și General în timpul sesiunilor formale.  De asemenea, aceștia acționează ca gărzi de corp pentru oficialii guvernamentali la ceremonii de stat și religioase. 

#### Compania Milițiilor cu Uniformă
În trecut, toate familiile cu doi sau mai mulți membri adulți de sex masculin erau obligate să înscrie jumătate din ei în Compania Milițiilor cu Uniformă. Această unitate rămâne forța de luptă de bază a forțelor armate din San Marino, dar este în mare parte ceremonială. Este o chestiune de mândrie civică pentru mulți sanmarinezi să facă parte din această unitate și toți cetățenii rezidenți de cel puțin șase ani în republică au dreptul să se înscrie. 
Uniforma este de culoare albastru închis, cu un chipiu⁠(d) albastru și alb.  Forma ceremonială a uniformei include o curea albă și o bandulieră albă și albastră, epoleți albi și manșetele decorate în alb. 

#### Ansamblul muzical militar
În mod oficial, aceasta face parte din Milițiile în Uniformă și este formația militară ceremonială din San Marino.  Se compune din aproximativ 50 de muzicieni.  Uniforma este similară cu cea a Milițiilor Militare. Ea cântă la cele mai multe festivități de stat din republică. 

#### Jandarmeria
Înființată în 1842, Jandarmeria din San Marino este o agenție militară de aplicare a legii. Membrii săi sunt cu normă întreagă și au responsabilitatea protecției cetățenilor și a proprietăților și a păstrării legii și ordinii. 
Întregul corp militar din San Marino depinde de cooperarea forțelor cu normă întreagă și a colegilor lor voluntari), cunoscuți sub numele de Corpi Militari Volontari sau Forța Militară Voluntară.

## Economia

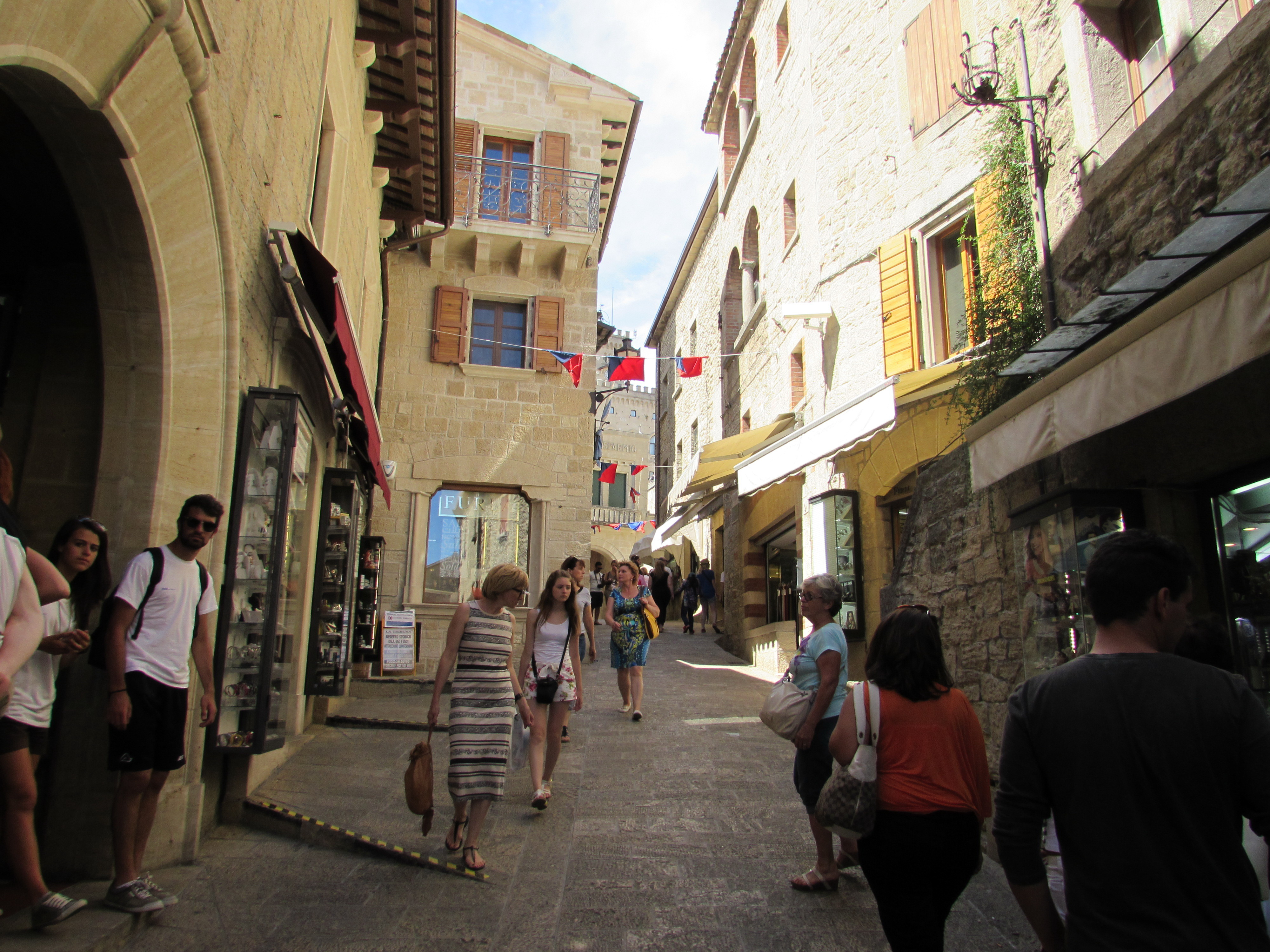
Turismul și sectorul bancar sunt principala sursă de venit a țării.

Deși San Marino nu este membră a Uniunii Europene, i se permite să utilizeze moneda euro ca monedă națională, prin acord cu Consiliul Uniunii Europene; i se acordă, de asemenea, dreptul de a utiliza propriile inscripții pe partea națională a monedelor euro. Înainte de euro, lira sanmarineză avea curs fix cu lira italiană. Numărul redus de monede euro sanmarineze, ca și in cazul lirei înainte de aceasta, le face de interes pentru colecționarii de monede⁠(d). 
PIB-ul și nivelul de trai pe cap de locuitor din San Marino sunt comparabile cu cele ale Italiei.  Industriile cheie sunt serviciile bancare, electronicele și ceramica.  Principalele produse agricole sunt vinul și brânzeturile. San Marino importă în principal mărfuri de bază din Italia. 
Timbrele din San Marino, valabile pentru corespondența postată în țară, sunt în mare parte vândute filateliștilor și reprezintă o sursă importantă de venit. San Marino este membru al Cooperării Micilor Administrații Poștale Europene. 

### Impozitarea
Rata impozitului pe profiturile corporațiilor din San Marino este de 19%. Câștigurile de capital sunt supuse unei taxe de cinci procente; dobânda este supusă unei impozitări la sursă de 13%. 
În 1972, în Italia a fost introdus un sistem de taxă pe valoarea adăugată (TVA) și a fost aplicat și în San Marino, în conformitate cu tratatul de prietenie din 1939. În plus, a fost stabilit un impozit pe bunurile importate, perceput de San Marino. Cu toate acestea, astfel de impozite nu au fost și nu se aplică produselor naționale. Până în 1996, bunurile fabricate și vândute în San Marino nu erau supuse impozitării indirecte. 
În conformitate cu acordul vamal al Uniunii Europene, San Marino continuă să perceapă taxe, echivalentul unei taxe la import, asupra mărfurilor importate. De asemenea, a fost introdus un TVA general, înlocuind TVA-ul italian. 

### Turism
Sectorul turistic contribuie cu peste 22% din PIBul Republicii San Marino, aproximativ 2 milioane de turiști vizitând țara în 2014. 

### Convențiile cu Italia
San Marino și Italia au semnat în convenții începând cu 1862, prin care s-au reglementat anumite activități economice pe teritoriul Republicii San Marino. Cultivarea tutunului și producția de bunuri care fac obiectul monopolului guvernamental⁠(d) al Italiei sunt interzise în San Marino.  Importul direct este interzis: toate bunurile provenite de la un terț trebuie să călătorească prin Italia înainte de a ajunge în țară. Deși i se permite să-și tipărească propriile timbre poștale, San Marino nu are voie să-și bată propria monedă și este obligată să utilizeze moneda italiană⁠(d).  Jocurile de noroc sunt legale și reglementate; cu toate acestea, cazinourile fuseseră scoase în afara legii înainte de 2007.  În prezent, există un singur cazinou legal. 
În schimbul acestor limitări, Italia oferă Republicii San Marino o subvenție anuală și, la un preț convențional, sare de mare (nu mai mult de 250 de tone pe an), tutun (40 de tone), țigări (20 tone) și chibrituri (cantitate nelimitată). 
Nu există formalități de frontieră la granița cu Italia. Cu toate acestea, la biroul turistic vizitatorii pot plăti pentru ștampilarea oficială a pașapoartelor. 

## Populația

### Date demografice
San Marino are o populație de aproximativ 33.000 de locuitori, cu 4.800 de rezidenți străini, dintre care majoritatea sunt cetățeni italieni.  Alți 12.000 de sanmarinezi trăiesc în străinătate (5.700 în Italia, 3.000 în SUA, 1.900 în Franța și 1.600 în Argentina).   
Limba primară vorbită este italiana; dialectul regional romagnol este vorbit și el pe scară largă. 

### Persoane notabile
- Giovanni Battista Belluzzi⁠(d) (1506-1554), arhitect sanmarinez
- Francesco Maria Marini (di Pesaro)⁠(d) (1630-1686), compozitor, dramaturg și arhiepiscop catolic
- Little Tony (1941-2013), muzician pop și rock
- Pasquale Valentini⁠(d) (născut în 1953 în San Marino), un politician sanmarinez, care a deținut mai multe posturi ministeriale
- Massimo Bonini⁠(d) (născut în 1959 în San Marino), un jucător de fotbal sanmarinez, care a jucat pentru Juventus
- Manuel Poggiali⁠(d) (născut în 1983 în San Marino), un campion mondial de motociclism Grand Prix
- Alex de Angelis⁠(d) (născut în 1984 în San Marino), un campion mondial de motociclism Grand Prix.
- Valentina Monetta (născută la 1 martie 1975 în San Marino) este o cântăreață care a reprezentat San Marino de patru ori în concursul muzical Eurovision

### Religie

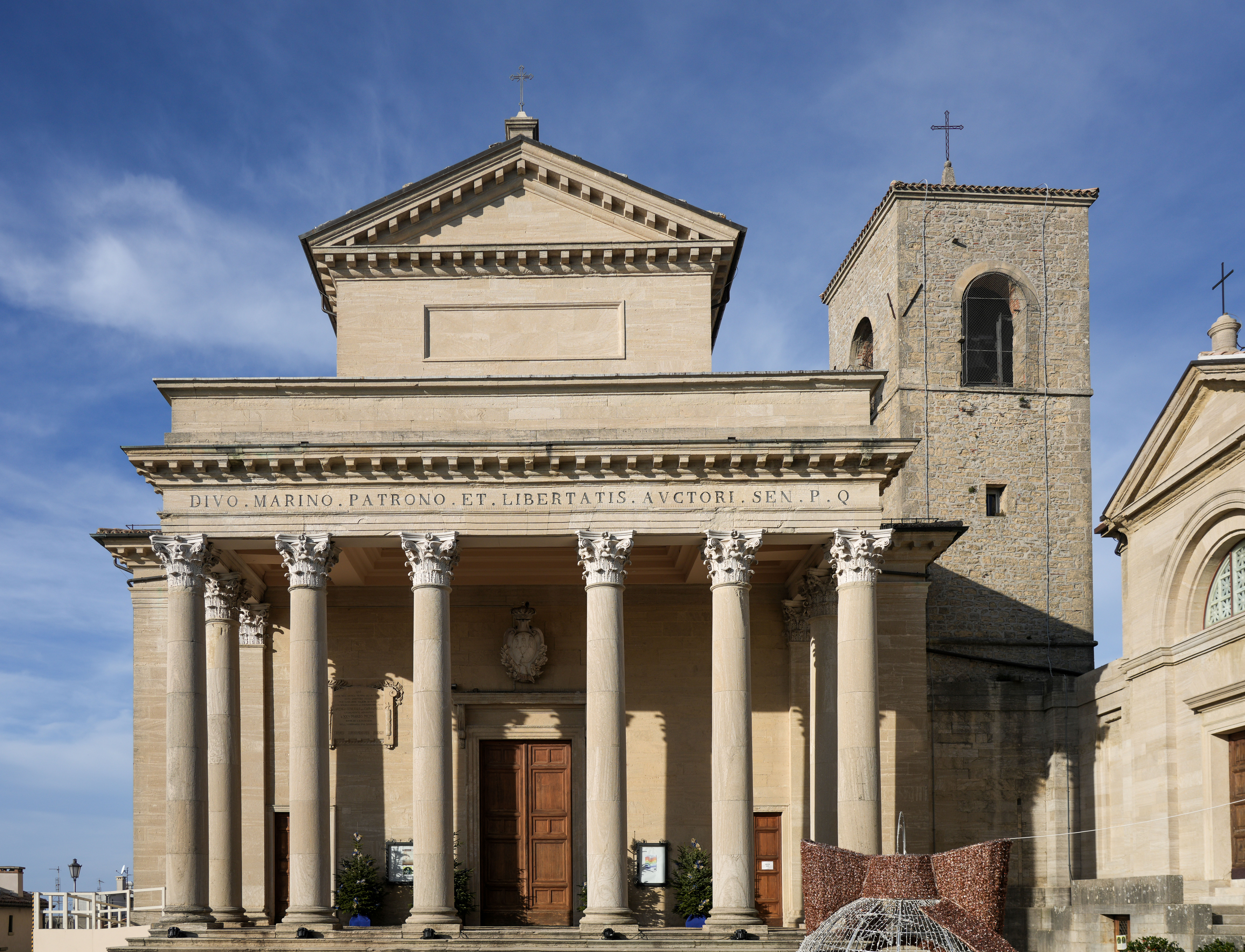
Catedrala Sfântul Marin din San Marino

San Marino este un stat predominant catolic - peste 97% din populație se declară romano-catolică, dar catolicismul nu este o religie de stat.  Aproximativ jumătate dintre cei care se declară catolici sunt și practicanți. Nu există niciun scaun episcopal⁠(d) în San Marino, deși numele său face parte din actualul titlu diecezan. Din punct de vedere istoric, diversele parohii din San Marino au fost împărțite între două dieceze italiene, anume Dieceza de Montefeltro⁠(d) și parțial Dieceza de Rimini⁠(d).  În 1977 limitele administrațiilor ecleziastice dintre Montefeltro⁠(d) și Rimini au fost modificate, astfel încât întreaga Republică San Marino a intrat în Dieceza de la Montefeltro. Episcopul de Montefeltro-San Marino⁠(d) își are reședința în Pennabilli, în provincia italiană Pesaro e Urbino. 
Există o prevedere în cadrul regulilor privind impozitul pe venit, potrivit căreia contribuabilii au dreptul să solicite alocarea a 0,3% din impozitul pe venit Bisericii Catolice sau altor „organizații de caritate”. Alte grupări religioase active în țară sunt Valdenzii și Martorii lui Iehova. 
Episcopia romano-catolică San Marino-Montefeltro⁠(d) a fost până în 1977 episcopia istorică a orașului Montefeltro. Este sufragană a Arhidiecezei de Ravenna-Cervia. Actuala eparhie include toate parohiile din San Marino. Cea mai timpurie mențiune a orașului Montefeltro, ca Mona Feretri, se află în diplomele prin care Carol cel Mare a confirmat donația lui Pepin. Primul episcop de Montefeltro cunoscut era Agatho (826), a cărui reședința era la San Leo. Sub episcopul Flaminios Dondi (1724), scaunul episcopal a fost din nou transferat la San Leo, dar mai târziu s-a întors la Pennabilli. Dieceza istorică a fost sufragană arhidiecezei Urbino. Din 1988 există în mod formal o nunțiatură apostolică pentru republică, atribuțiile ei fiind exercitate de nunțiul din Italia. 
A existat o prezență evreiască în San Marino timp de cel puțin 600 de ani. Prima mențiune a evreilor în San Marino datează de la sfârșitul secolului al XIV-lea, în documente oficiale care înregistrează tranzacțiile de afaceri ale evreilor. Există multe documente din secolele al XV-lea–al XVII-lea care descriu activitatea evreilor și certifică prezența unei comunități evreiești în San Marino. Evreii beneficiau de protecția oficială a guvernului. 
În timpul celui de al Doilea Război Mondial, San Marino a fost un refugiu pentru peste 100.000 de italieni și evrei (de aproximativ 10 ori populația sanmarineză de la acea dată) în fața persecuțiilor naziste și fasciste.  Astăzi, au mari rămas doar câțiva evrei.
| Religie             | %     |
| ------------------- | ----- |
| romano-catolicism   | 97,2% |
| protestantism       | 1,1%  |
| alte culte creștine | 0,7%  |
| iudaism             | 0,1%  |
| altele              | 0,1%  |
| fără religie        | 0,7%  |
| nu au răspuns       | 0,1%  |

## Transport
Sunt 220 km de drumuri în țară, drumul principal fiind Șoseaua San Marino⁠(d).  Autoritățile eliberează autoturismelor particulare plăci de înmatriculare sanmarineze, care sunt albe cu cifre albastre și cu stemă, de obicei o literă urmată de până la patru numere. Multe vehicule poartă, de asemenea, codul internațional de identificare a vehiculului (în negru pe o etichetă ovală albă), care este „RSM”. 
Nu există aeroporturi publice în San Marino, dar există un mic aerodrom privat situat în Torraccia și un heliport internațional situat în Borgo Maggiore. Majoritatea turiștilor care sosesc cu avionul aterizează la Aeroportul Internațional Federico Fellini, aproape de orașul Rimini, după care fac transferul cu autobuzul. 
Două râuri curg prin San Marino, dar nu există transport fluvial și niciun port. 

### Transport public
San Marino dispune de facilități de transport în comun. Există un serviciu regulat de transport cu autobuzul între Rimini și orașul San Marino, care este popular atât printre turiști, cât și printre lucrătorii care fac naveta între San Marino și Italia.  Această linie oprește în aproximativ 20 de stații din Rimini și din San Marino, capetele fiind la gara Rimini⁠(d) și la autogara San Marino. 
Un serviciu de taxi cu licență limitată funcționează la nivel național. Există șapte companii de taxi licențiate care operează în republică, iar taxiurile italiene operează regulat în San Marino atunci când transportă pasageri luați de pe teritoriul italian. 

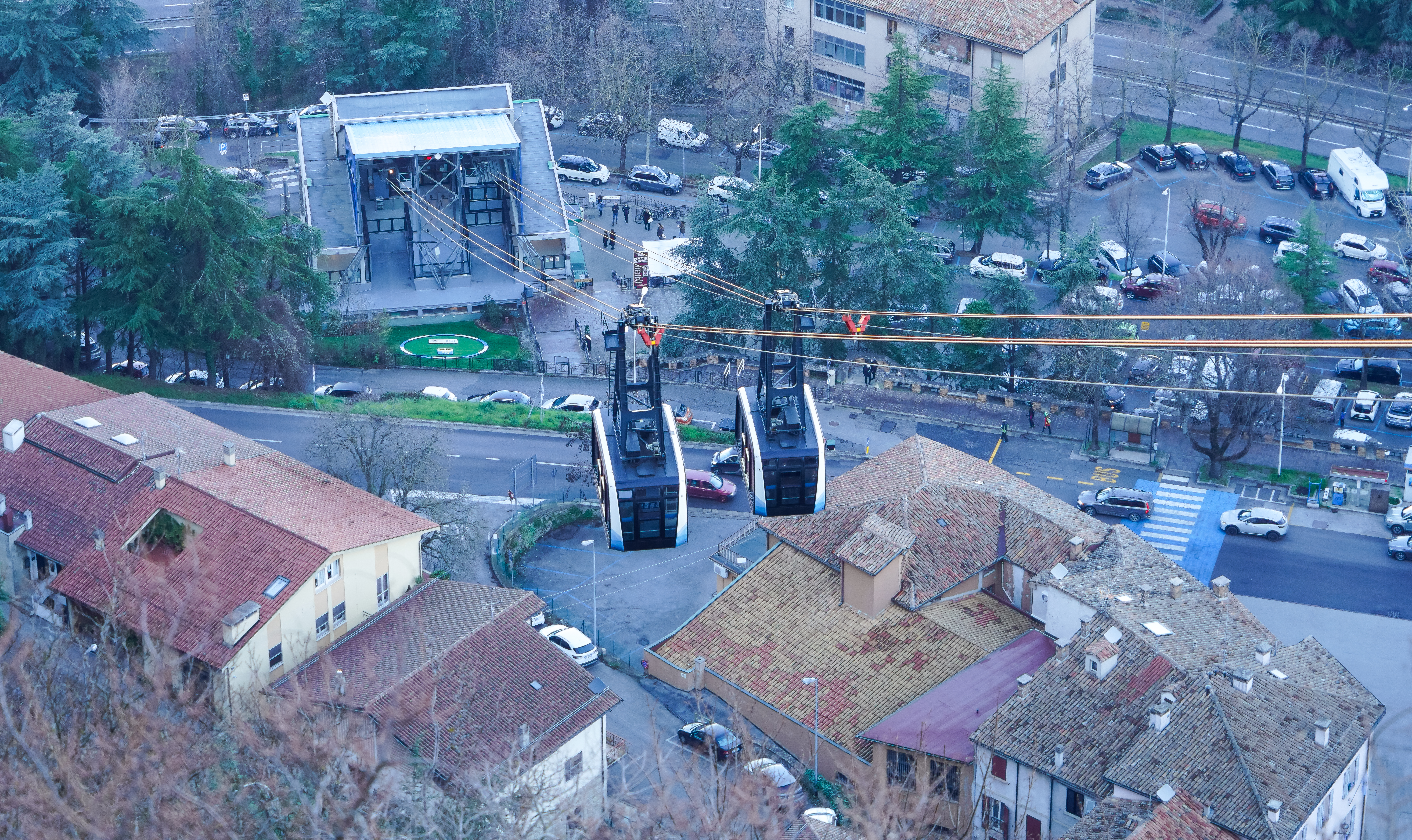
Tramvai aerian către Monte Titano

Există un tramvai aerian de 1,5 km care leagă orașul San Marino de pe Monte Titano cu Borgo Maggiore, un oraș important din republică, a doua așezare ca mărime din San Marino. De aici este disponibilă o conexiune suplimentară cu cea mai mare localitate din țară, Dogana, prin intermediul serviciului de autobuz local. 
Pe acest tramvai aerian, funcționează două telegondole, cu servicii la intervale de aproximativ 15 minute pe tot parcursul zilei.  Un al treilea vehicul este disponibil pe sistem, o mașină de service pentru mecanicii care mențin tramvaiul. 

### Calea ferată
Astăzi, în San Marino nu există nicio cale ferată, dar pentru o scurtă perioadă de timp înainte de al Doilea Război Mondial, exista o singură linie îngustă, numită Ferrovia Rimini-San Marino, care lega țara de rețeaua feroviară italiană la Rimini.  Din cauza dificultăților de a accesa capitala, orașul San Marino, cu locația sa montană, capătul de linie urma să fie în satul Valdragone, dar a fost extins pentru a ajunge în capitală pe o pantă abruptă și înclinată, cuprinzând multe tunele.  Calea ferată a fost deschisă la 12 iunie 1932. Un sistem avansat pentru timpul său, a fost o cale ferată electrică, alimentată de cabluri aeriene.  A fost construită bine și avea o frecvență mare de pasageri, dar a fost aproape complet distrusă în timpul celui de-al Doilea Război Mondial. Multe facilități, cum ar fi podurile, tunelurile și stațiile, rămân vizibile și astăzi, iar altele au fost transformate în parcuri, poteci sau străzi. 

## Cultura

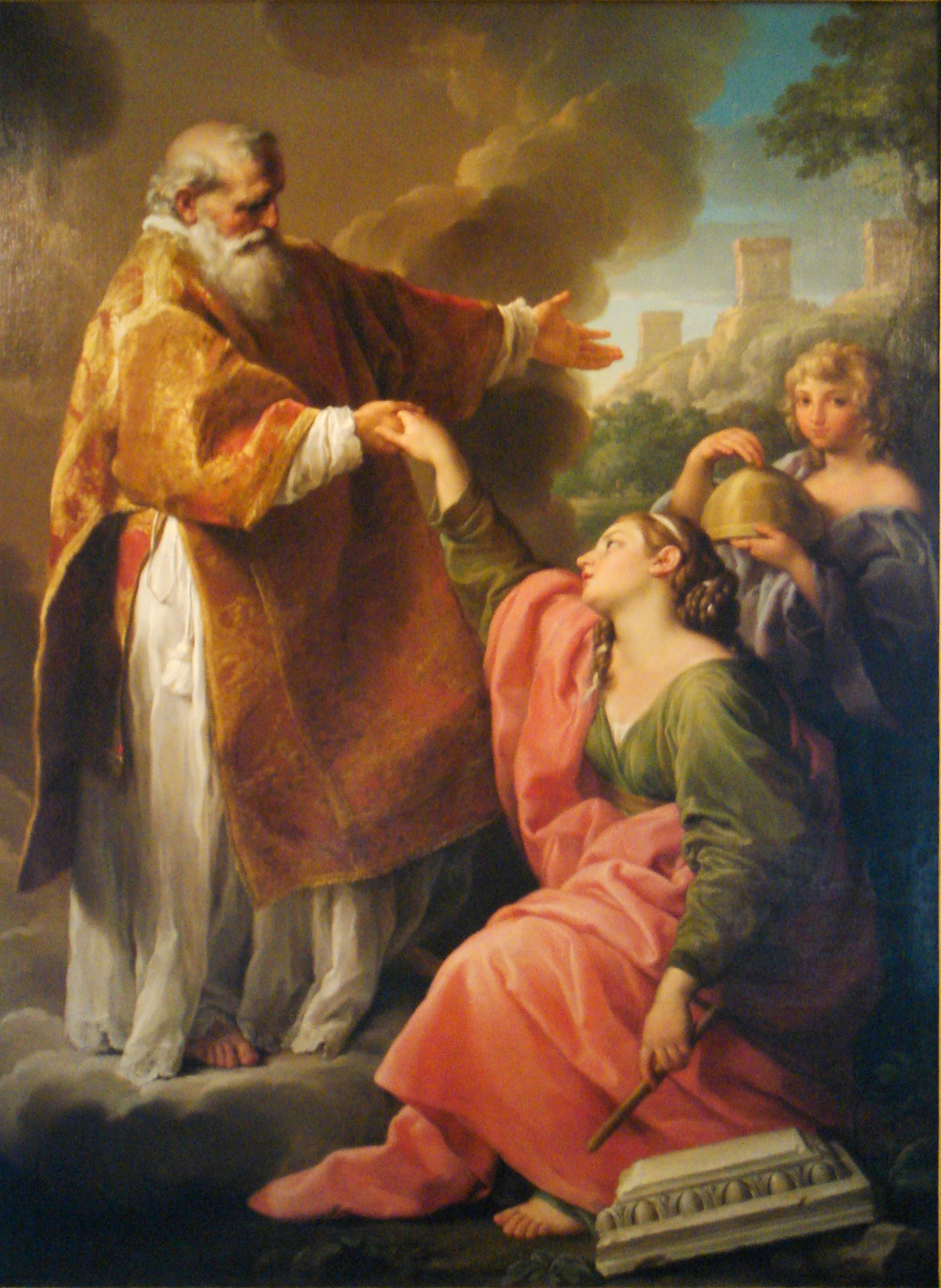
Sfântul Marin, pictură de, la Muzeul de Stat din San Marino

Cele trei turnuri din San Marino⁠(d) sunt situate pe cele trei vârfuri ale lui Monte Titano în capitală.  Ele sunt reprezentate atât pe drapelul Republicii San Marino, și pe stema⁠(d) sa. Cele trei turnuri sunt: Guaita⁠(d), cel mai vechi dintre cele trei (a fost construit în secolul al XI-lea); De La Fratta⁠(d) din secolul al XIII-lea, situat pe vârful cel mai înalt de pe Monte Titano; și Montale⁠(d) din secolul al XIV-lea, pe cele mai mic dintre piscurile Monte Titano, încă proprietate privată. 

### Universități
Università degli Studi della Repubblica di San Marino (Universitatea din San Marino⁠(d)) este principala universitate, care include Scuola superiore di studi storici di San Marino⁠(d) (Școala avansată de studii istorice), un centru internațional de studii avansate coordonat de profesorul Luciano Canfora. Alte institute importante sunt Istituto Musicale Sammarinese (Institutul Muzical Sanmarinez) și Academia Internațională de Științe din San Marino sau Accademia Internazionale delle Scienze San Marino (Academia Internațională de Științe San Marino).  Aceasta din urmă este cunoscută pentru adoptarea limbii esperanto ca limbă de predare și publicații științifice; în plus, utilizează pe scară largă tehnologia educațională⁠(d) electronică (numită și e-learning). 
Autorul italian Umberto Eco încercase să creeze o „universitate fără structuri fizice” în San Marino.

### Sport
În San Marino fotbalul este cel mai popular sport. Baschetul și voleiul sunt și ele populare. Cele trei sporturi au propriile federații, Federația de Fotbal din San Marino, Federația de Baschet din San Marino⁠(d) și Federația de Volei din San Marino⁠(d). 
În ciuda faptului că este cel mai popular sport, echipa națională de fotbal din San Marino a avut rezultate slabe, fiind formată din amatori, nu s-a calificat niciodată la un turneu major și a înregistrat o singură victorie în peste 25 de ani de istorie, în 2004 împotriva Liechtensteinului.  Au obținut patru egaluri, rezultatul cel mai notabil fiind un 0-0 cu Turcia în 1993, în timpul calificărilor europene pentru Cupa Mondială FIFA din 1994⁠(d).  Deși este printre cele mai slabe echipe din lume, a reușit să dețină recordul pentru cel mai rapid gol marcat în fotbalul internațional (depășit de atunci de Christian Benteke), David Gualtieri marcând după 8,3 secunde de la începerea meciului împotriva Angliei în 1993, meci pierdut în cele din urmă cu 7-1, în runda finală a acelorași calificări la Cupa Mondială.

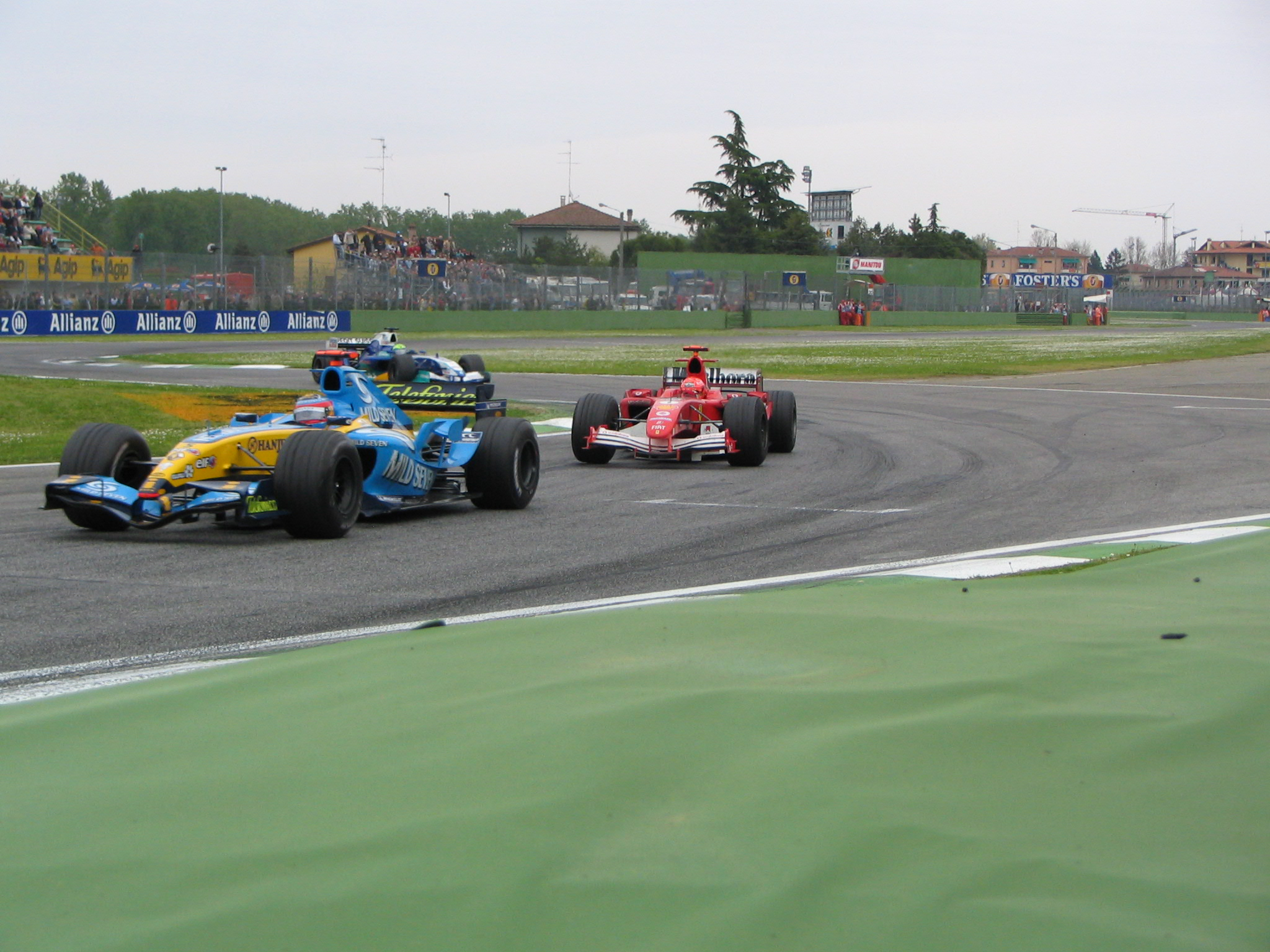
Marele Premiu al statului San Marino la Imola, Italia

O cursă de Formula 1, Marele Premiu al statului San Marino, a fost numită după stat, deși nu are loc pe teritoriul său. El se ținea la Autodromo Enzo e Dino Ferrari în orașul italian Imola, la aproximativ 100 km nord-vest de San Marino.  Acest eveniment internațional a fost eliminat din calendar în 2007. 
Marele Premiu de Motociclism al Republicii San Marino și al Coastei Rimini⁠(d) a fost inclus în program din 2007 și are loc la Circuitul Mondial Misano Marco Simoncelli⁠(d), ca și runda sanmarineză a Campionatului Mondial de Superbike⁠(d) . 
San Marino are o echipă profesionistă de baseball⁠(d) care joacă în divizia de top a Italiei⁠(d). Ea a participat de mai multe ori la turneul Cupei Europene⁠(d) pentru echipele de vârf ale continentului, găzduind competiția în 1996, 2000, 2004 și 2007⁠(d).  A câștigat campionatul în 2006 și a fost finalistă în 2010⁠(d). 
Împreună cu Italia, San Marino a găzduit Campionatul European de fotbal sub 21 de ani⁠(d)  din 2019, și meciurile s-au jucat pe Stadio Olimpico⁠(d) din Serravalle. 
San Marino nu a avut succes⁠(d) la Jocurile Olimpice, neavând medalii câștigate. 

### Bucătăria

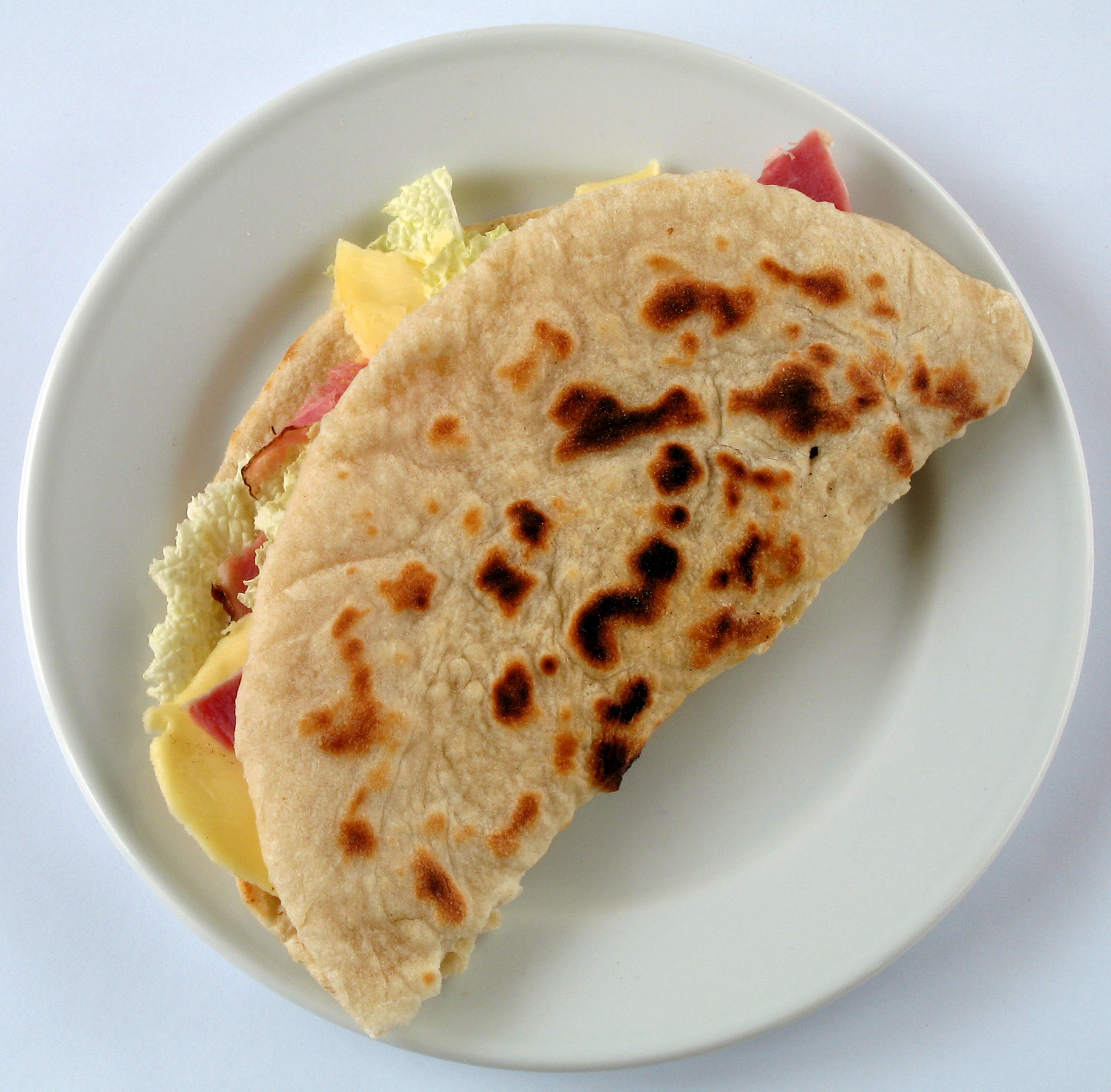
O piadina, mâncare specifică regiunii italiene Romagna și enclavei San Marino

Bucătăria sanmarineză este extrem de asemănătoare cu cea italiană⁠(d), în special cu cea a regiunilor Emilia-Romagna și Marche, dar are o serie de feluri de mâncare și produse unice. Cel mai cunoscută este, probabil, Torta Tre Monti⁠(d) („Tortul Trei Munți” sau „Tortul Trei Turnuri”), un tort de napolitane cu straturi, acoperit cu ciocolată, care prezintă cele trei turnuri din San Marino⁠(d).  Țara are și o mică industrie vitivinicolă⁠(d). 

### UNESCO
Situl San Marino: Centrul Istoric și Muntele Titano a devenit parte a Patrimoniului Mondial UNESCO în 2008. Decizia a fost luată în cadrul celei de-a 32-a sesiuni a Comitetului pentru patrimoniul mondial al UNESCO, compusă din 21 de țări convocată la Québec, Canada. 

### Muzică
Țara are o lungă și bogată tradiție muzicală, strâns legată de cea a Italiei, dar care este, de asemenea, foarte independentă în sine. În secolul al XVII-lea, compozitori printre care sanmarinezul Francesco Maria Marini di Pesaro⁠(d) a scris câteva dintre cele mai frumoase piese ale epocii. 
San Marino a participat de opt ori la concursul muzical Eurovision, ajungând prima dată în finală în 2014, cu cea de-a treia participare a Valentinei Monetta cu piesa „Maybe⁠(d)”. 

### Sărbători legale și festivaluri
| Dată                                                                     | Nume                                                         | Explicație                                                                                  |
| ------------------------------------------------------------------------ | ------------------------------------------------------------ | ------------------------------------------------------------------------------------------- |
| 1 ianuarie                                                               | Anul Nou                                                     | Festivalul marchează începutul noului an                                                    |
| 6 ianuarie                                                               | Epifania                                                     | Comemorează vizita celor trei înțelepți sau magi la copilul Isus                            |
| 5 februarie                                                              | Sărbătoarea Sfântei Agatha                                   | Comemorarea Sfintei Agata, patrona Republicii, precum și eliberarea de dominația străină    |
| Variabilă, prima duminică după luna plină de după echinocțiul din martie | Paștele                                                      | Învierea lui Isus                                                                           |
| Variabilă, lunea după ziua Paștilor                                      | A doua zi de Paște                                           | Lunea după Ziua Paștelui                                                                    |
| 25 martie                                                                | Aniversarea Arengoului⁠(d)                                    | Aniversarea Arengoului și Festa delle Milizie (Sărbătoarea militanților)                    |
| 1 mai                                                                    | Ziua Muncii⁠(d)                                               | Sărbătoarea lucrătorilor și angajaților                                                     |
| Variabilă, prima joi după Duminica Treimii⁠(d)                            | Corpus Christi                                               | Comemorarea trupului și a sângelui lui Isus Hristos                                         |
| 28 iulie                                                                 | Eliberarea de fascism                                        | Comemorarea căderii Partidului Fascist Sammarinez⁠(d)                                        |
| 15 august                                                                | Ferragosto⁠(d) (Adormirea Maicii Domnului)                    | Comemorarea înălțării Fecioarei Maria în cer                                                |
| 3 septembrie                                                             | Sărbătoarea Republicii                                       | Sărbătoarea națională a Republicii San Marino, care sărbătorește originea Republicii în 301 |
| 1 noiembrie                                                              | Ziua tuturor Sfinților                                       | Sărbătoare dedicată tuturor sfinților                                                       |
| 2 noiembrie                                                              | Comemorarea tuturor celor care au murit în timpul războiului | Comemorarea tuturor celor care și-au dat viața pentru San Marino în război                  |
| 8 decembrie                                                              | concepția imaculată                                          | Sărbătoarea concepției Fecioarei Maria fără păcatul originar                                |
| 24 decembrie                                                             | Ajunul Crăciunului                                           | O zi înainte de comemorarea nașterii lui Isus                                               |
| 25 decembrie                                                             | Crăciunul                                                    | Nașterea lui Isus                                                                           |
| 26 decembrie                                                             | Ziua Sfântului Ștefan                                        | Comemorarea morții Sfântului Ștefan , primul martir creștin                                 |
| 31 decembrie                                                             | Anul Nou                                                     | Sărbătoarea care marchează sfârșitul anului curent și începerea unui nou an.                |